# Caso Cash-Landrum
Il caso Cash-Landrum è un presunto avvistamento di UFO avvenuto nel 1980 in Texas, Stati Uniti d'America. Il presunto avvistamento è stato classificato dagli ufologi come "incontro ravvicinato di secondo tipo" perché i testimoni hanno sostenuto di avere riportato danni fisici a seguito dell'avvistamento. Il caso, che sembrava inizialmente dotato di solide evidenze, ha suscitato in seguito perplessità tra gli stessi ufologi. È stato uno dei rari casi di avvistamenti di UFO ad essere oggetto di una causa civile in un tribunale. 

## Cronologia degli eventi
La sera del 29 dicembre 1980 una famiglia composta da tre persone (la moglie Betty Cash di 51 anni, il marito Vickie Landrum di 57 anni e il figlio Colby Landrum di 7 anni) stava percorrendo in auto una strada secondaria tra i boschi, nei pressi di Dayton, per tornare a casa dopo avere cenato in un ristorante. Intorno alle 21, secondo il loro racconto, videro una luce brillante e si accorsero che proveniva da un grande oggetto luminoso a forma di diamante, che era sospeso in aria all'altezza delle cime degli alberi ed emetteva fiamme dalla parte bassa, bloccando il passaggio. Betty, che era alla guida, fermò l'auto e la famiglia cominciò a percepire un forte calore. Il marito, membro di una setta fondamentalista, interpretò il fenomeno come un segno della seconda venuta di Gesù Cristo. In preda all'ansia, la moglie pensò di girare l'auto per tornare indietro, ma abbandonò l'idea perché la strada era troppo stretta. I coniugi scesero per osservare meglio l'oggetto, ma il marito rientrò velocemente per confortare il figlio spaventato, mentre la moglie rimase all'esterno, come ipnotizzata. Dopo qualche minuto, anche Betty rientrò nell'auto, scottandosi la mano perché la maniglia era calda. Dopo un po', l'oggetto si sollevò in cielo e i testimoni videro un gruppo di elicotteri che gli si avvicinarono volando in formazione serrata. I Landrum riferirono di avere visto più di venti elicotteri neri del tipo CH-47 Chinook (23 secondo Betty, 25 secondo Vickie). L'oggetto e gli elicotteri si allontanarono e la famiglia Landrum rientrò a casa.
Durante la notte, i tre testimoni si sentirono male, accusando nausea, mal di testa. bruciore agli occhi, spossatezza e sensazioni simili a quelle di un colpo di sole. Qualche giorno più tardi, Betty accusò sintomi più gravi (vesciche sulla pelle e perdita dei capelli) e fu ricoverata in ospedale, dove i medici diagnosticarono danni da radiazioni ionizzanti. In seguito, alla donna fu diagnosticato un cancro.

## Indagini e possibili spiegazioni
Il caso fu indagato dagli ufologi John Schessler del MUFON e Allan Hendry del CUFOS. In base alla descrizione dei testimoni, Schessler individuò il presunto luogo dell'avvistamento. L'ufologo esaminò con il contatore geiger l'auto dei Landrum e il luogo dell'incidente, ma non trovò livelli anomali di radiazioni. Alcuni ufologi hanno fatto notare che alcune radiazioni che danneggiano gli esseri umani (come i raggi gamma) non lasciano apprezzabili tracce sugli oggetti e sui luoghi; l'ufologo Brad Sparks ha però obiettato che, benché i sintomi manifestati dai Landrum fossero simili a quelli di un danno da radiazioni, la rapidità con cui si sono manifestati presupporrebbe un'esposizione così massiccia che avrebbe causato la morte dei testimoni in pochi giorni, cosa che non è avvenuta. Sparks ha pertanto suggerito che la causa dei sintomi dei testimoni vada ricercata nell'esposizione a qualche agente chimico, presumibilmente allo stato di aerosol. Lo scettico Philip J. Klass ha obiettato che Schessler non è stato in grado di produrre alcuna documentazione medica sullo stato di salute dei Landrum prima dell'incidente, in modo da provare che la causa dei disturbi di salute fosse dovuta proprio al presunto UFO.
La presenza di elicotteri riferita dai testimoni ha fatto pensare che potessero appartenere ad una branca delle forze armate statunitensi. Il maggiore Tony Geishauser, addetto stampa della base di Fort Hood, dichiarò ad un redattore del giornale Corpus Christi Caller che nessun elicottero della base era in zona la sera dell'avvistamento. Anche le altre basi militari del Texas e della Louisiana negarono la presenza di loro elicotteri nella sera e nella zona dell'incidente. Il tenente colonnello George Serran fu incaricato di condurre un'inchiesta ufficiale in proposito, da cui non risultò alcuna evidenza che la sera dell'incidente vi fossero sul luogo elicotteri appartenenti alle forze armate statunitensi. Perplessità su questa presenza massiccia di elicotteri sono state manifestate anche dall'ufologo Kevin Randle, ex ufficiale delle forze armate statunitensi, che ha fatto notare che ogni elicottero del tipo descritto dai Landrum ha un equipaggio di tre o quattro persone; considerando anche il necessario supporto logistico, l'operazione avrebbe dovuto coinvolgere più di cento persone e avrebbe richiesto una buona quantità di carburante, pertanto sarebbe stato impossibile nasconderla. Randle non dubita però sulla buona fede dei Landrum, che potrebbero effettivamente avere visto qualcosa, anche se non necessariamente di natura extraterrestre. 
Lo scettico Gary Posner ha ipotizzato da parte dei Landrum la cosiddetta sindrome di Munchausen; Betty Cash potrebbe avere simulato alcune infermità con atti di autolesionismo, magari esponendosi ad una lampada solare.
Secondo lo scettico Steuart Campbell, i Landrum avrebbero osservato un miraggio di Canopo, che alla data dell'avvistamento si trovava esattamente in linea con la strada.

## Controversia legale
Mentre per John Schuessler non si poteva escludere l'origine extraterrestre dell'oggetto, i Landrum si convinsero che si trattava di un progetto segreto governativo e nell'agosto 1981  citarono in giudizio il governo degli Stati Uniti d'America. Dato che l'oggetto sconosciuto era accompagnato da elicotteri militari, essi sostennero di essere stati vittime di un'esperienza militare e chiesero un risarcimento di venti milioni di dollari. La presenza sul luogo di elicotteri militari non poté essere provata e non fu provato neanche il possesso, da parte delle Forze armate, di un velivolo a forma di diamante per cui, nell'agosto 1986, la corte distrettuale rigettò la richiesta dei Landrum.

## Eventi successivi
Betty Cash morì nel dicembre 1998 all'età di 71 anni, mentre Vickie Landrum morì nel settembre 2007, sette giorni dopo avere compiuto 84 anni.